# الکینز پارک (پنسیلوانیا)
الکینز پارک (به انگلیسی: Elkins Park) یک منطقهٔ مسکونی در ایالات متحده آمریکا است که در پنسیلوانیا قرار دارد.